# 托馬什·科奇奧拉
托馬什·科奇奧拉（波蘭語：Tomasz Kędziora，1994年6月11日－）是波蘭足球運動員。在場上的位置是右後衛。現時被烏克蘭足球超級聯賽球隊基輔戴拿模外借至希臘足球超級聯賽球隊PAOK。他也代表波蘭國家足球隊參賽。

## 外部連結
- 90minut.pl网站上托馬什·科奇奧拉的资料（波兰語）
- Soccerway資料庫：托馬什·科奇奧拉